# Richard Chandler (Unternehmer)

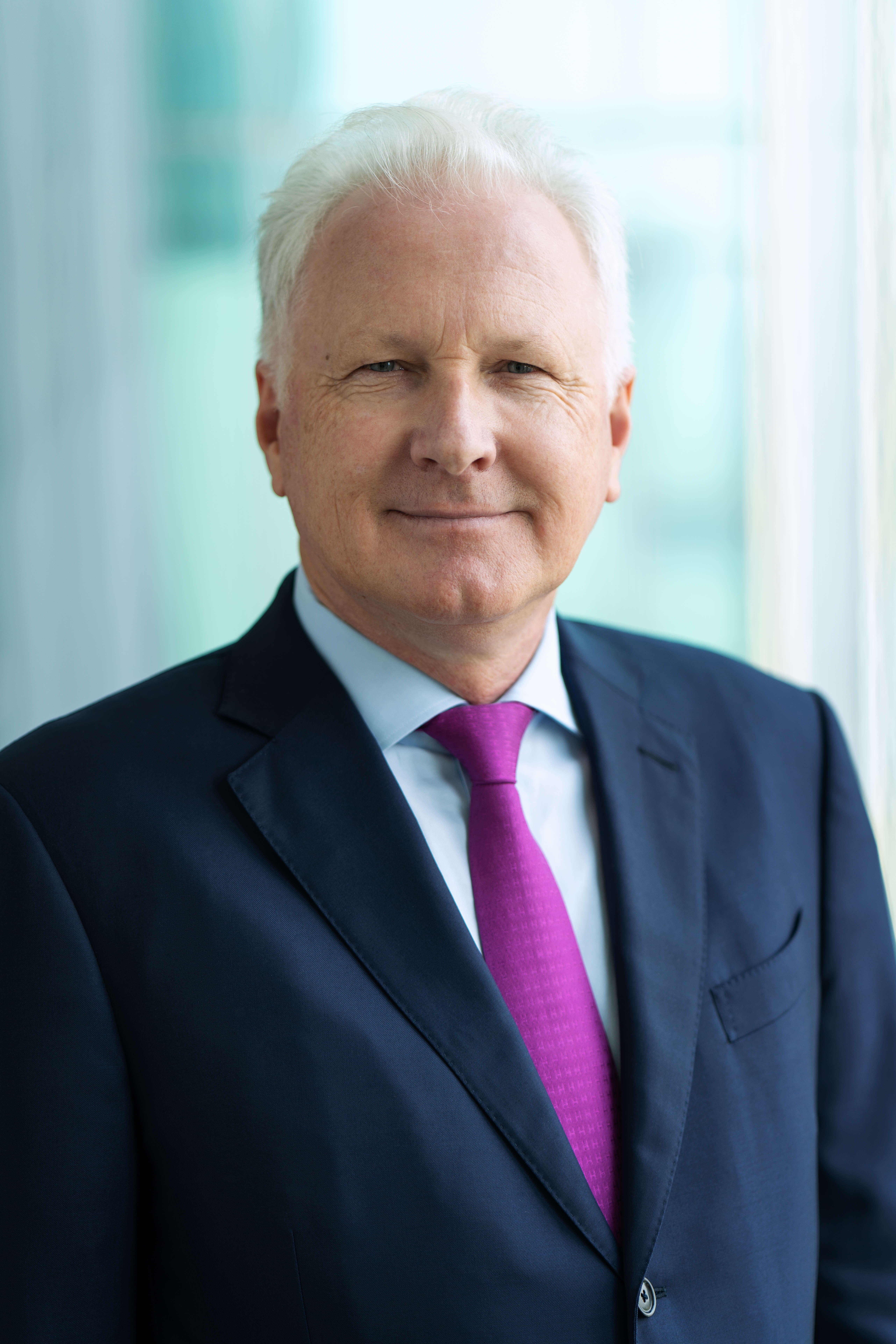
Richard Chandler

Richard Chandler (* 1961) ist ein neuseeländischer Unternehmer.

## Leben
Chandler gründete gemeinsam mit seinem Bruder Christopher das Investmentunternehmen Oriental Global , das er 2006 nach einer geschäftlichen Trennung von seinem Bruder fortführte und 2010 in Richard Chandler Corporation umbenannte. Sein Bruder gründete das Investmentunternehmen Legatum Capital. Nach Angaben des US-amerikanischen Forbes Magazin gehört Richard Chandler zu den reichsten Neuseeländern. Chandler lebt in Singapur.